# الوطنية للصناعات الغذائية
الشركة الوطنية للصناعات الغذائية هي إحدى الشركات التابعة لـ"جهاز مشروعات الخدمة الوطنية للقوات المسلحة"، التابع بدوره لوزارة الدفاع المصرية، تقوم الشركة بإنتاج وتعبئة صلصة الطماطم والعصائر بأنواعها المختلفة اعتماداً على زراعات منطقة سيناء المتميزة وإنتاج وتعبئة زيت الزيتون السيناوى البكر الممتاز خالي من الحموضة والمخللات المختلفة.